# Voyeur (canção)
"Voyeur" é uma canção da cantora e compositora americana Kim Carnes. O single alcançou a #29 posição na Billboard Hot 100 e a #25 no Cashbox. Ele também alcançou a posição #52 na parada Hot Dance Music/Club Play.
Em 1983, Carnes foi nomeado a um Grammy Award na categoria Melhor Performance Vocal de Rock Feminina por "Voyeur". Ela concorreu com Linda Ronstadt, Pat Benatar, Bonnie Raitt e Donna Summer.
A canção fez bastante sucesso no Brasil sendo incluída na trilha sonora internacional da novela "Sol de Verão", exibida pela TV Globo entre 1982 e 1983. A trama de Manoel Carlos ficou marcada pela morte de Jardel Filho, intérprete do protagonista "Heitor".

## Listas de músicas e formatos
7" Single
- A   "Voyeur" (4:01)
- B   "Thrill of the Grill" (3:23)

12" Single
- A   "Voyeur" (12" version)
- B   "Voyeur" (Dub mix)

## Desempenho nas paradas
| Gráfico (1982)                                         | Posição |
| ------------------------------------------------------ | ------- |
| África do Sul                                          | 12      |
| O campo songid é OBRIGATÓRIO PARA PARADA ALEMÃ         | 45      |
| Canadá (Canadian Hot 100)                              | 23      |
| Espanha (AFYVE)                                        | 10      |
| Estados Unidos (Billboard Hot 100)                     | 29      |
| Estados Unidos - Billboard (Hot Dance Music/Club Play) | 52      |
| Itália (FIMI)                                          | 20      |
| Nova Zelândia (Recorded Music NZ)                      | 32      |
| Noruega (VG-lista)                                     | 5       |
| Reino Unido (UK Singles Chart)                         | 68      |
| Suécia (Sverigetopplistan)                             | 10      |